# Poulton and Pulford
Poulton and Pulford är en civil parish i Cheshire West and Chester i Cheshire i England. Det inkluderar Poulton och Pulford. Skapad 1 april 2015.